# Harish Sharma
Harish Sharma, né en 1932 à Nausori, est un avocat et homme politique fidjien. Brièvement vice-Premier ministre en 1987, il est le premier membre de la communauté indo-fidjienne à accéder à une si haute fonction politique.
Il travaille pour une compagnie d'assurance, puis dans l'administration publique, avant d'obtenir une licence de Droit à l'Université de Tasmanie en 1964, et de devenir solicitor (avocat). Il s'engage en politique dans le Parti de la fédération nationale (PFN), qui représente principalement les intérêts de la population indo-fidjienne rurale, et ouvre un cabinet d'avocat en 1969. Il est élu député à la Chambre des représentants pour la première fois lors des élections législatives de 1972. Il conserve son siège lors des six élections suivantes, jusqu'à celles de 1994 incluses.
En mai 1986, le chef du PFN et chef de l'opposition parlementaire, Siddiq Koya, démissionne après un désaccord avec son parti quant à la stratégie électorale à adopter pour le scrutin de 1987. Sharma lui succède comme chef de l'opposition, et officiellement comme chef des députés du PFN - bien que la direction effective du parti soit assurée par Jai Ram Reddy, qui n'est pas député. À la suite des élections d'avril 1987, le PFN forme un gouvernement de coalition avec le Parti travailliste. Timoci Bavadra, chef des Travaillistes, devient Premier ministre le 13 avril ; il nomme Sharma vice-Premier ministre et ministre de l'Information.
Le gouvernement Bavadra est renversé le 14 mai par un coup d'État militaire mené par le colonel Sitiveni Rabuka. S'ensuivent cinq années de dictature. Lorsque le Parlement est restauré par des élections en 1992, Sharma retrouve son siège de député, mais sur les bancs de l'opposition face au gouvernement Rabuka. Il prend sa retraite de la politique en 1998, et s'installe quelque temps plus tard en Australie. En 2001 il est décoré de l'ordre des Fidji pour services rendus à la nation.